# برزخ السويس

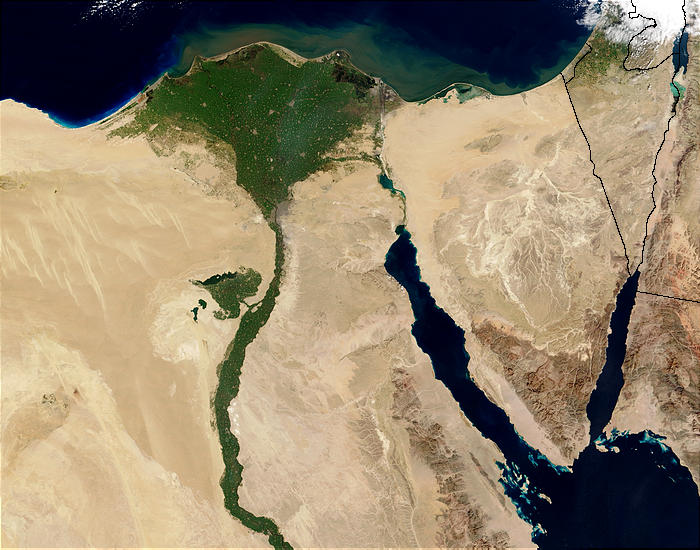
نهر النيل والدلتا من الفضاء

برزخ السويس هو جسر بري عرضه 125 كيلومتر (78 ميل)
 يقع بين البحر الأبيض المتوسط والبحر الأحمر، شرق قناة السويس، ويمثل الحد الفاصل بين القارةين أفريقيا وآسيا. إلى الجنوب يوجد خليج السويس الذي يفصل البر الرئيسي المصري عن شبه جزيرة سيناء. المنطقة مسطحة في الغالب وقاحلة، مع وجود بعض التلال والصخور البارزة. المناخ حار وجاف مع القليل جدًا من الأمطار.
يقع برزخ السويس داخل مصر. وقد قام المصريون القدماء بحفر قناة عبر البرزخ، والتي تم توسيعها وتحسينها لاحقًا من قبل الفرس والبطالمة والرومان وفي العصر الإسلامي تباعاً.

## قناة السويس
في عام 1869، حفرت قناة جديدة عبر البرزخ تُعرف باسم قناة السويس. تعد القناة واحدة من أكثر طرق الشحن ازدحامًا في العالم، كما أنها مصدر رئيسي للإيرادات لمصر. تتيح قناة السويس للسفن السفر بين البحر الأبيض المتوسط والمحيط الهندي دون الحاجة إلى الإبحار حول أفريقيا، مما يوفر الوقت والوقود.